# إيملي غروف
إيملي غروف (بالإنجليزية: Emily Grove)‏ هي مغنية وكاتبة غنائية أمريكية، ولدت في 1 أغسطس 1991 في Wall Township, New Jersey ‏ في الولايات المتحدة.

## وصلات خارجية
- إيملي غروف على موقع ميوزك برينز (الإنجليزية)